# Congotex
Congotex (anciennement Utex Africa) est un ancien fabricant textile qui était le plus important de la République démocratique du Congo.
En septembre 2007, les actionnaires de Congotex, Texaf et le groupe Cha Textiles, procèdent à la liquidation de la compagnie déficitaire depuis des années ; 1200 employés se retrouvent au chômage et les immeubles sont transférés à Immotex, une société immobilière appartenant aux mêmes actionnaires. Aujourd'hui, l'ancien site industriel est occupé par la MONUC tandis que la concession d'habitations est devenue une concession de logements locatifs très prisée.
Son site officiel était http://www.congotex.cd.